# Архангељска саборна црква
Архангељска саборна црква (рус. Архангельский собор) је руска православна црква посвећена А
архангелу Михаилу. Налази се на Катедралном тргу Московског кремља, између Велике Кремаљске палате и звоника Ивана Великог. Била је главна некропола руских владара до пресељења главног града у Санкт Петербургу. Изграђена је између 1505. и 1508. под надзором италијанског архитекте на месту старије катедрале изграђене 1333. Сада такође служи као део музеја Московског кремља.

## Историја
Претеча данашње цркве је саграђена 1250, а војвода Иван I Калита је 1333. заменио каменом црквом, који ће касније постати први руски монарх који је сахрањен у цркви. Године 1505. војвода Иван III Велики је већ у јеку великог пројекта обнове Кремља, усмерио пажњу на цркву, као и у случају обнове Успенске саборне цркве две деценије раније, обратио се архитектима из Италије за помоћ. Иван је умро у јесен исте године и сахрањен је у још увек недовршеној згради. Радови на катедрали завршени су до краја 1508, али формално су освећени тек 8. новембра 1509.
Нова зграда је садржала многе елементе италијанске ренесансе, а многи од ових детаља (који су по московским стандардима сматрани егзотичним) су нестали током каснијих поправки и рестаурација. Унутрашњи зидови нису живописани фрескама све до 1560-их. Фреска Лазар Хребељановић је насликана 1564. Поред тога, у катедрали су и прикази Светог Саве, Стефана Немање и Михајла VIII Палеолог који сведоче о повезаности Ивана IV Грозног са српским коренима. Његова мајка Јелена Глинска била је ћерка литванског принца Василија Лвовича Глинског и српске принцезе Ане Глинске.
Црква је оштећена у пожару 1737, а додатно јој је претила изградња Велике палате Кремља, што је довело до слегања тла и проузроковало благи нагиб у оријентацији зидова.
У цркви архангела Михаила су прослављене победе Оружане снаге Руске Федерације. Сви руски цареви и велики принчеви били су сахрањивани у цркви до времена Петра Великог, са изузетком Бориса Годунова. Након премештања краљевске некрополе у цркву Светих Петра и Павла у Санкт Петербургу, овде је покопан само Петар II Алексејевич, који је преминуо у Москви.
У цркви је извршено 54 сахрана, са 46 украшених надгробних споменика од белог камена (1636—1637) и бронзаних застакљених кућишта (1903). Садржи гроб царевића Димитрија, сина Ивана IV Грозног, који је тамо сахрањен почетком 17. века, а касније проглашен свецем.
Током руске револуције, црква је оштећена. После га је затворио бољшевички режим. Током 1950-их, заједно са осталим преживелим црквама у Московском кремљу, сачуван је као музеј. Велики део црквеног блага пренет је или у палату оружја, или је продат у иностранству.
После 1992, зграда је враћена руској православној цркви и повремене верске службе су настављене.

## Архитектура
У поређењу са друге две главне цркве у Кремљу, црква архангела Михаила се битно разликује по стилу, упркос одржавању традиционалног изгледа. Садржи пет купола које представљају Исуса и Јеванђелисте. Међутим, спољашња орнаментика, карактеристичне полукружне нише са украсима у облику шкољке и капије са оквирима у облику лука од белог кречњака, који су обложени бојом и украшени цветним орнаментима, указују на утицај италијанске ренесансе.
Унутрашњост цркве је слична начину типичном за руске цркве. Велики иконостас архангела, висок 13 метара, датира из 1678—81. Верује се да је икона Архангела Михаила, најстарија у иконостасу, створена за принцезу Евдоксију, супругу Дмитрија Донског, у знак сећања на победу у бици на Куликовом пољу.
Зидне фреске датирају из 16. и 17. века. Неке су сликали Јаков из Казања, Степан из Разана, Јосиф Владимиров и други између 1652. и 1666.